# Mathias Schwarz
Mathias Schwarz (* 1952 in München) ist ein deutscher Jurist und Professor für Medienrecht. Außerdem arbeitet er als Mediator und Wirtschaftsprüfer.
Er ist Partner der überörtlichen Sozietät SKW Schwarz Rechtsanwälte und spezialisiert auf Urheberrecht, Media & Entertainment, Schiedsverfahren und Mediation.

## Werdegang
Mathias Schwarz studierte in München, Freiburg, Genf und Rom und promovierte 1982 an der Universität München. Von 1984 bis 1987 war er Leiter der Rechtsabteilung der Kirch-Gruppe. Seit 1987 ist er Partner der überörtlichen Sozietät SKW Schwarz Rechtsanwälte, mit Standorten in München, Berlin, Düsseldorf, Frankfurt und Hamburg. 1990 erhielt er die Zulassung als Wirtschaftsprüfer. 1995 wurde er zum Honorarprofessor für Medienrecht an der Universität Leipzig ernannt. 1999/2000 war er Mitglied des Aufsichtsrats der Constantin Film AG. 2002 war er Mitglied der Initiativgruppe zur Gründung der Deutschen Filmakademie e.V. (mit Bernd Eichinger, Helmut Dietl und Ulrich Felsberg). 2005 wurde er zum Honorarprofessor an der Hochschule für Fernsehen und Film München berufen. Seit 2008 ist Mathias Schwarz Justitiar der Kinosektion der Allianz Deutscher Produzenten – Film & Fernsehen und seit 2014 auch der Animationssektion. Im Februar 2019 war Mathias Schwarz einer der Verhandlungsführer beim Abschluss der gemeinsamen Vergütungsregeln zwischen ARD und dem Verband Deutscher Drehbuchautoren (VDD) und dem Verband der Medien- und Bühnenverlage (VDB).

## Privates
Mathias Schwarz ist Sohn von Prof. Dr. Wolf Schwarz, dem Gründer der Kanzlei SKW Schwarz.

## Werke
- v. Hartlieb, Schwarz (Hrsg.): Handbuch des Film-, Fernseh- und Videorechts. Verlag C.H.Beck, 5. Aufl. 2011, ISBN 978-3-406-58219-6
- Schwarz, Peschel-Mehner (Hrsg.): Recht im Internet. Verlag C.H.Beck, Loseblattwerk mit 49. Aktualisierung 2018. Rund 2600 S., ISBN 978-3-8005-1500-4
- Kapitel zu Filmverträgen (zusammen mit Ulrich Reber) in Loewenheim (Hrsg.): Handbuch des Urheberrechts. Verlag C.H.Beck, 3. Auflage 2020. Buch. Rund 2500 S., ISBN 978-3-406-72083-3